# 디지털 콤팩트 카세트

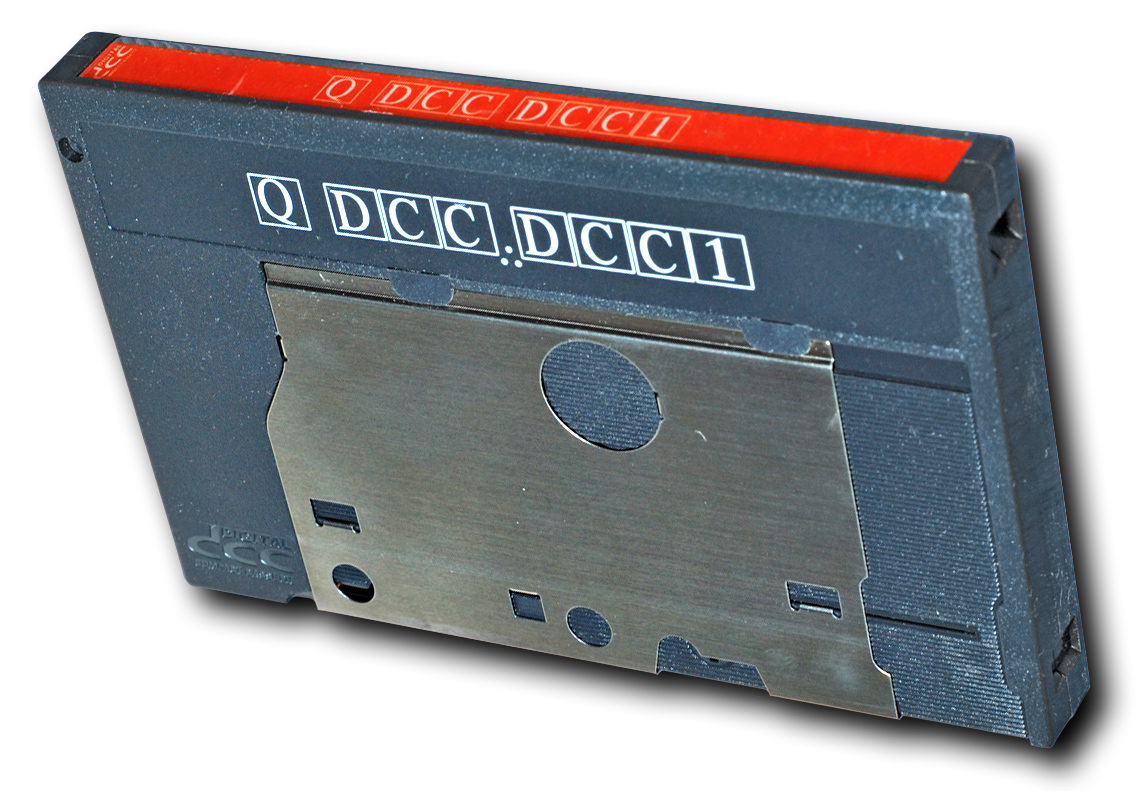

디지털 콤팩트 카세트(Digital Compact Cassette)는 테이프 리코더의 일종으로 1992년 필립스와 마쓰시타(현 파나소닉)에서 만들어졌다. 콤팩트 카세트의 바로 다음 기기로 소개되었으나 아날로그 콤팩트 카세트의 판매량에 비해 너무나 저조했다.

## 같이 보기
- DVD
- 유니버설 미디어 디스크